# Coşkun Taş
Coşkun Taş (Aydın, 23 aprile 1935 – Colonia, 12 novembre 2024) è stato un calciatore turco, di ruolo attaccante.